# Rhadicoleptus ucenorum
Rhadicoleptus ucenorum är en nattsländeart som först beskrevs av Mclachlan 1876.  Rhadicoleptus ucenorum ingår i släktet Rhadicoleptus och familjen husmasknattsländor. Inga underarter finns listade i Catalogue of Life.